# Liste der Naturwaldreservate in Sachsen
Die Liste der Naturwaldreservate in Sachsen enthält acht (Stand März 2017) Naturwaldzellen in Sachsen. Die Liste führt die amtlichen Bezeichnungen für Namen, Kennung, Naturraum, Größe und das Jahr der Ausweisung auf. Die geographische Lage ist gemittelt und die Angabe des Landkreises bzw. der kreisfreien Stadt bezieht sich auf diese Angabe. Die Gebiete können sich jedoch auch über mehrere Landkreise erstrecken.
Seit etwa 40 Jahren (verstärkt seit dem Naturschutzjahr 1970) werden in ganz Deutschland Naturwaldreservate ausgewiesen, um eine Palette an Totalreservaten zu erhalten. Naturwaldreservate sind Wälder, die sich in einem weitgehend naturnahen Zustand befinden. Die natürliche Waldentwicklung läuft hier ungestört ab. Im Lauf der Zeit entstehen dort Urwälder mit starken Bäumen und viel Totholz. Die derzeit acht Naturwaldzellen in Sachsen haben eine Gesamtfläche von 303 ha. Das sind 0,06 % der Waldfläche in Sachsen und damit der niedrigste Flächenanteil bundesweit. Die Naturwaldzellen sind Schutzwald nach § 29 Landeswaldgesetz und werden durch Erklärung der Forstbehörde festgesetzt.

## Liste
| Name des Gebietes      | Bild | Kennung | Naturraum                                   | Landkreis / Stadt                          | Beschreibung / Bemerkungen | Standort | Fläche in Hektar | Jahr der Verordnung |
| ---------------------- | ---- | ------- | ------------------------------------------- | ------------------------------------------ | -------------------------- | -------- | ---------------- | ------------------- |
| Hemmschuh              |      | 14-006  | Erzgebirge                                  | Landkreis Sächsische Schweiz-Osterzgebirge |                            | Position | 43,3             | 2002                |
| Rungstock              |      | 14-005  | Erzgebirge                                  | Erzgebirgskreis                            |                            | Position | 38,4             | 2004                |
| Steinbach              |      | 14-002  | Erzgebirge                                  | Erzgebirgskreis                            |                            | Position | 35,7             | 2003                |
| Weicholdswald          |      | 14-001  | Erzgebirge                                  | Landkreis Sächsische Schweiz-Osterzgebirge |                            | Position | 39,3             | 2002                |
| Wermsdorf-Klosterwiese |      | 14-003  | Erzgebirgsvorland und Sächsisches Hügelland | Landkreis Nordsachsen                      |                            | Position | 27,0             | 2003                |
| Winterberg             |      | 14-008  | Sächsisch-Böhmisches Kreidesandsteingebiet  |                                            |                            | Position | 46,6             | 2004                |
| Wodrich                |      | 14-009  | Vogtland                                    | Vogtlandkreis                              |                            | Position | 42,4             | 2000                |
| Zweibach               |      | 14-004  | Erzgebirge                                  | Erzgebirgskreis                            |                            | Position | 30,5             | 2003                |